# Vanadisplan

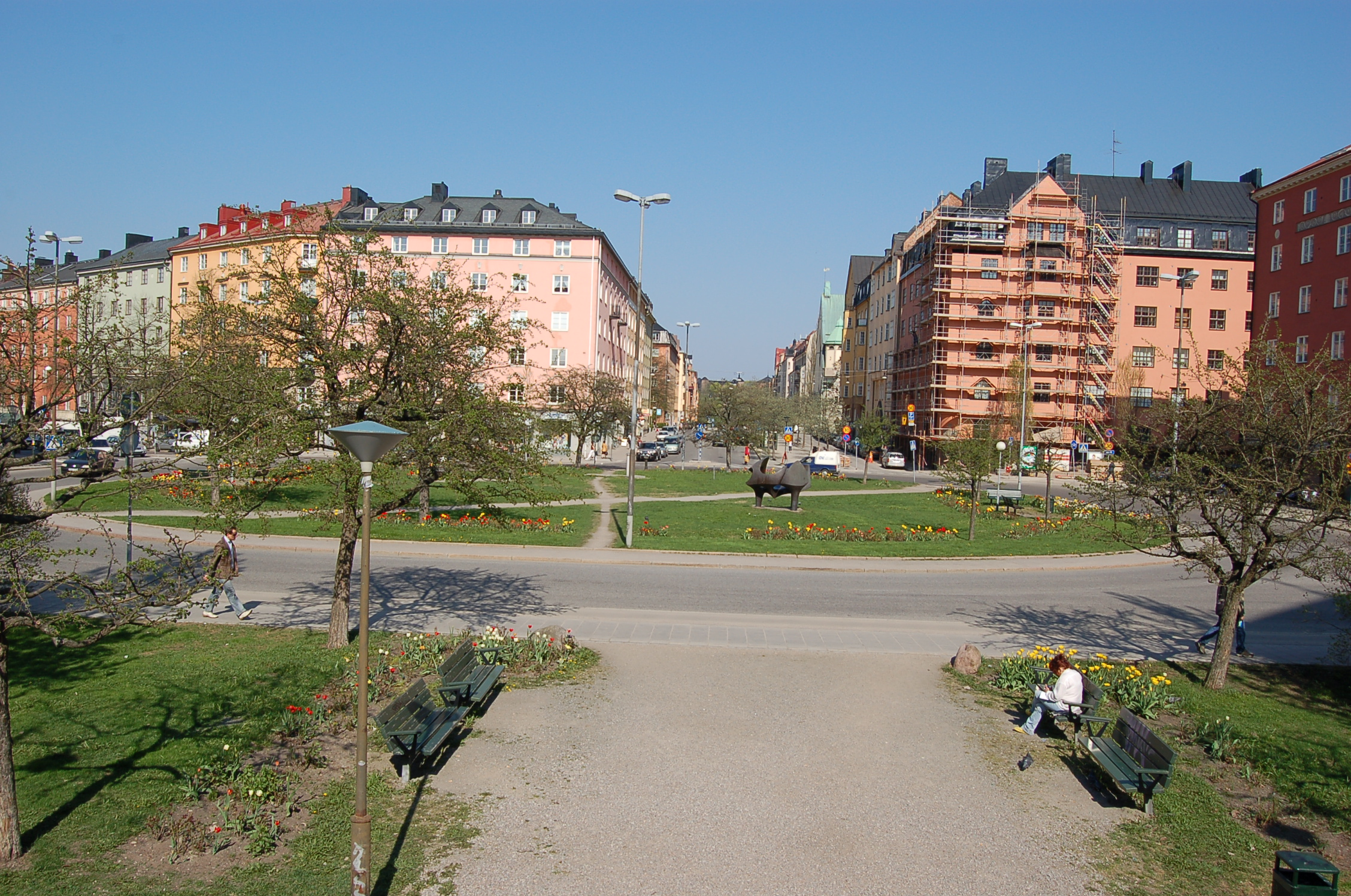
Vanadisplan österut mot Vanadisvägen.

Vanadisplan är en öppen plats (stjärnplats, trafikkorsning) i Vasastan, Stockholms innerstad. Över Vanadisplan passerar bland annat Sankt Eriksgatan, Vanadisvägen och Hälsingegatan. 1925–1967 var den Djurgårdslinjens (linje 7/14) nordliga ändhållplats och vändslinga.
Vanadisplan har fått sitt namn efter gudinnan Vanadis.
Vid Vanadisplan finns idag ett stort antal konstgallerier, bland annat Brandstrom Stockholm, Nordenhake och Andréhn-Schiptjenko.